# Publius Mucius Scaevola
Publius Mucius Scaevola (* 180 v. Chr.; † 115 v. Chr.) war ein römischer republikanischer Politiker und Jurist.
Der Sohn des gleichnamigen Konsuls des Jahres 175 v. Chr. wurde 141 v. Chr. zum Volkstribunen gewählt, 136 v. Chr. zum Prätor. 133 v. Chr. war er gemeinsam mit Lucius Calpurnius Piso Frugi Konsul. Er unterstützte – zu Zeiten einer der schwersten Krisen der römischen Geschichte – die Agrarreformen des Tiberius Gracchus in dessen Tribunatsjahr 133 v. Chr. Dessen im Rahmen der Land- und Sozialreformen verfolgte und letztlich gescheiterte Siedlungspolitik, war von einem aus dem Naturrecht hergeleiteten Grundsatz des Einstehens für gesellschaftlich Schwächere. Piso hingegen lehnte sie ab, war aber auch davon abgelenkt, weil er in Sizilien einen Sklavenaufstand zu bekämpfen hatte.
Neben seiner politischen Macht als Staatsmann, gilt Publius Mucius als bedeutender Jurist und nach Pomponius als einer der maßgeblichen Autoren zum römischen Zivilrecht (ius civile). Dazu schrieb er ein zehnbändiges Werk. Cicero und spätere Juristen haben es teilweise überliefert. Er gilt mit seinem Gelehrtenkreis als Mitbegründer einer Rechtswissenschaft, der allerdings erst sein Sohn Quintus Mucius Scaevola eine systematische Form gab. Im Jahre 131 v. Chr. wurde er als Nachfolger seines verstorbenen Bruders Publius Licinius Crassus Dives Mucianus Pontifex Maximus. Sein Enkel Manius Acilius Glabrio war 67 v. Chr. Konsul. Jedenfalls stand er im zwiespältigen Spannungsfeld juristischer Prinzipien einerseits und politischen Machtfragen andererseits.